# Matthew Coronato
Matthew Coronato (Greenlawn, Nueva York, 14 de noviembre de 2002) es un jugador profesional estadounidense de hockey sobre hielo que se desempeña en la posición de extremo derecho en Calgary Flames, equipo de la National Hockey League (NHL).

## Carrera
Fue seleccionado en la primera ronda en la NHL Entry Draft de 2021. En 2022 hizo su debut profesional con el equipo Calgary Flames, donde lleva jugando dos temporadas.